# Mulino di Stratford
Stratford Mill è un dipinto di John Constable. Eseguito nel 1820, è conservato nella National Gallery di Londra.

## Descrizione
Esposto per la prima volta nel 1820 alla Royal Academy e noto con il titolo alternativo The Young Waltonians, si tratta di una veduta del fiume Stour, nel Suffolk. Il mulino ad acqua visibile sulla sinistra fu demolito nel XX secolo.